# National Gallery of Art
La National Gallery of Art (NGA) és un museu d'art que es troba al National Mall de Washington DC, als Estats Units. El museu es va fundar el 1937 per una acta del Congrés dels Estats Units, amb fons per a la construcció i una substanciosa col·lecció d'art de Andrew W. Mellon. Samuel H. Kress va contribuir a la col·lecció original d'art italià.

## Edificis
El museu es compon de 2 edificis, l'edifici est i l'edifici oest. Estan units per un passatge subterrani. L'edifici original, que actualment es coneix com a edifici oest, es va obrir el 17 de març de 1941. És de disseny neoclàssic, amb un pòrtic amb grans columnes i una volta enorme que recorda al Panteó, encara que l'edifici oest té unes ales simètriques a banda i banda de la cúpula. El projecte és de John Rusell Pope, que la seva altra gran obra a Washington també inclou una cúpula, el Monument a Jefferson. El disseny de l'edifici est és de l'arquitecte Ieoh Ming Pei i també és geomètric, encara que fragmentat en comparació del classicisme fred de l'edifici oest. Des de l'aire sembla com si estigués fet de diamants entrellaçats. L'edifici est va obrir el 1978. La NGA va crear un jardí d'escultures el 1999.

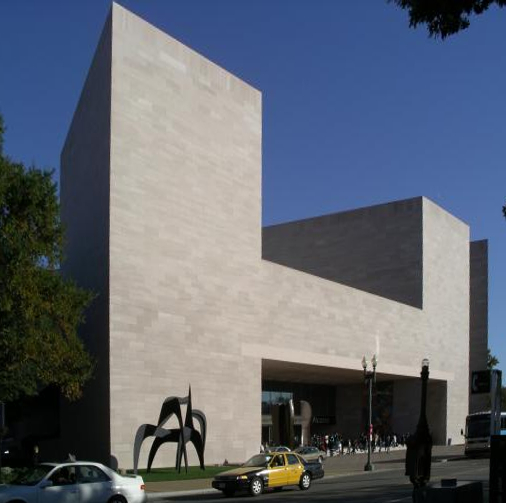
Edifici est de la National Gallery of Art.

L'edifici oest té una extensa col·lecció de pintures i escultures de mestres europeus des de l'època medieval fins al segle xix, amb alguns treballs del segle xx per artistes nord-americans. Les obres més importants del museu inclouen artistes com Jan Vermeer, Rembrandt van Rijn, El Greco, Claude Monet, Vincent Van Gogh i l'única pintura de Leonardo da Vinci en el Nou Món: "Retrat de Ginevra Benci", procedent de la col·lecció dels prínceps de Liechtenstein. L'edifici est se centra en art modern i art contemporani, amb una col·lecció que inclou artistes com Pablo Picasso, Henri Matisse, Jackson Pollock, Andy Warhol, Alexander Calder i Andrew Wyeth.

### Jardí d'escultures
L'edifici est també alberga les oficines centrals de la NGA i un gran centre d'investigació. En la part occidental de l'edifici oest, a l'altre costat del carrer 7, es troba el Jardí d'Escultures de la Galeria Nacional d'Art. Els 25.000 m² de jardí estan al voltant d'una font circular, envoltada de seients de pedra. A l'hivern s'usa com pista de patinatge sobre gel. Les escultures exhibides en els paratges d'aquest jardí són peces de Joan Miró, Louise Bourgeois, Roy Lichtenstein i Hector Guimard.

## Funcionament del museu
La Galeria Nacional d'Art es finança amb diners públics i privats. El govern federal dels Estats Units aporta fons a través de donacions anuals, per donar suport a les operacions del museu i el seu manteniment. Totes les obres d'art, així com els programes especials, són realitat gràcies a les donacions privades i als fons del museu. El museu no forma part de la institució Smithsonian, però sí que forma part de les més de 90 institucions culturals amb les quals la Smithsonian té un conveni d'afiliació. Alguns dels directors del museu més importants han estat John Walter i J. Carter Brown. El director actualment és Earl A. Powell III. L'entrada als dos edificis de la Galeria Nacional és gratuïta.

## Quadres representatius de la Galeria Nacional d'Art

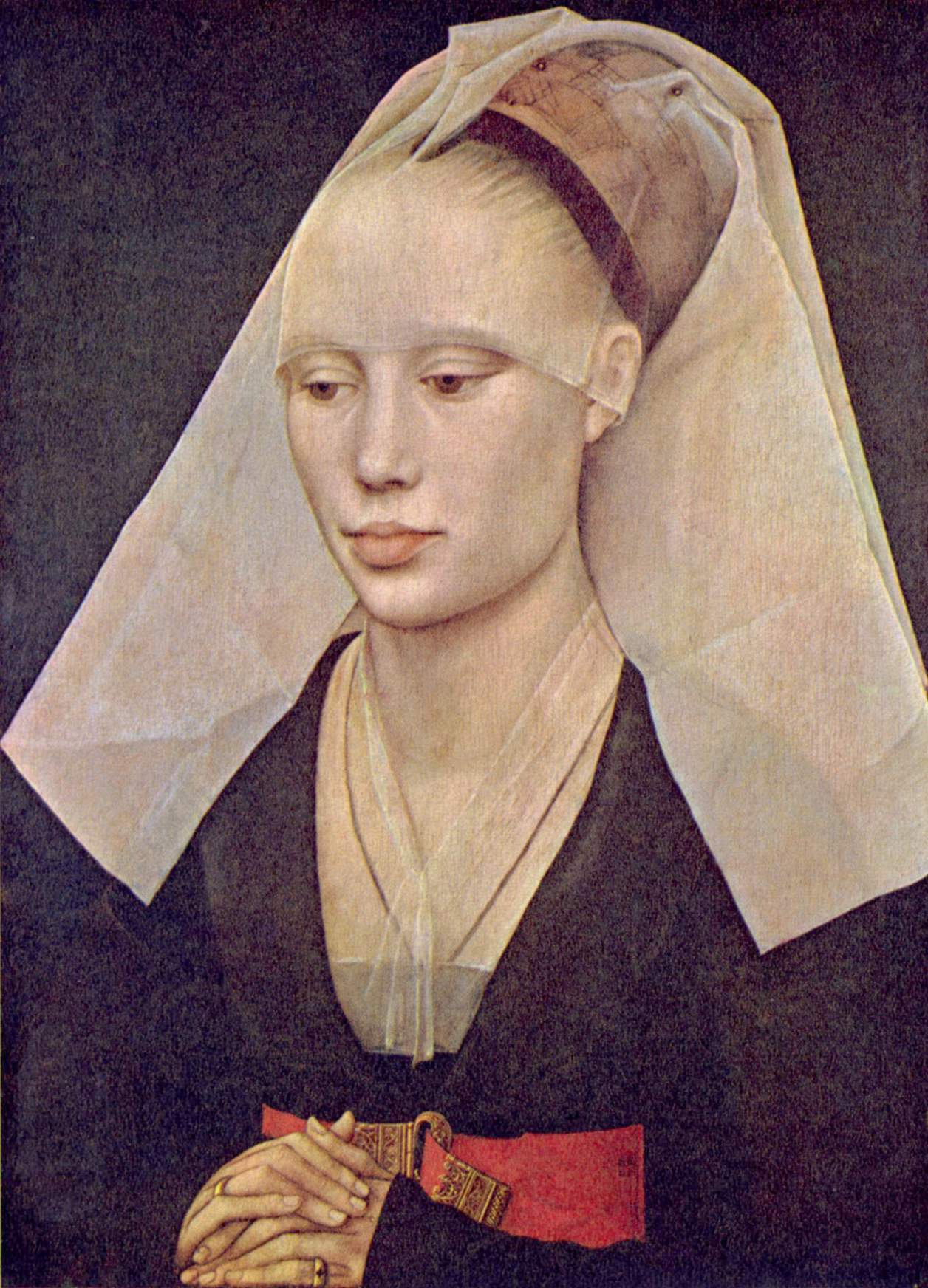
Roger van der Weyden: Retrat d'una dama (segle xv)
Rafael: Madona Cowper (1504-1505)
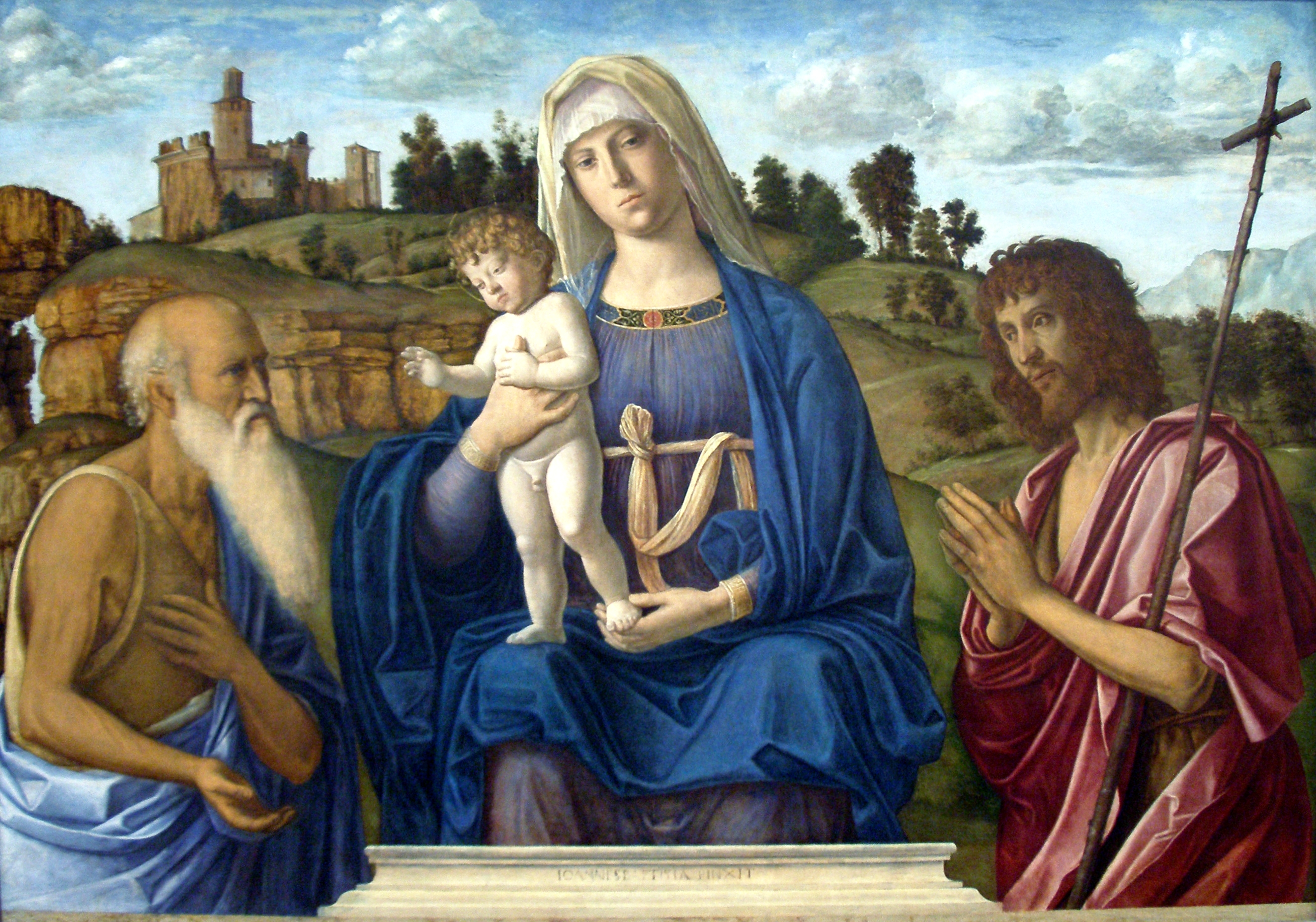
Cima da Conegliano: Verge amb nen (1500)
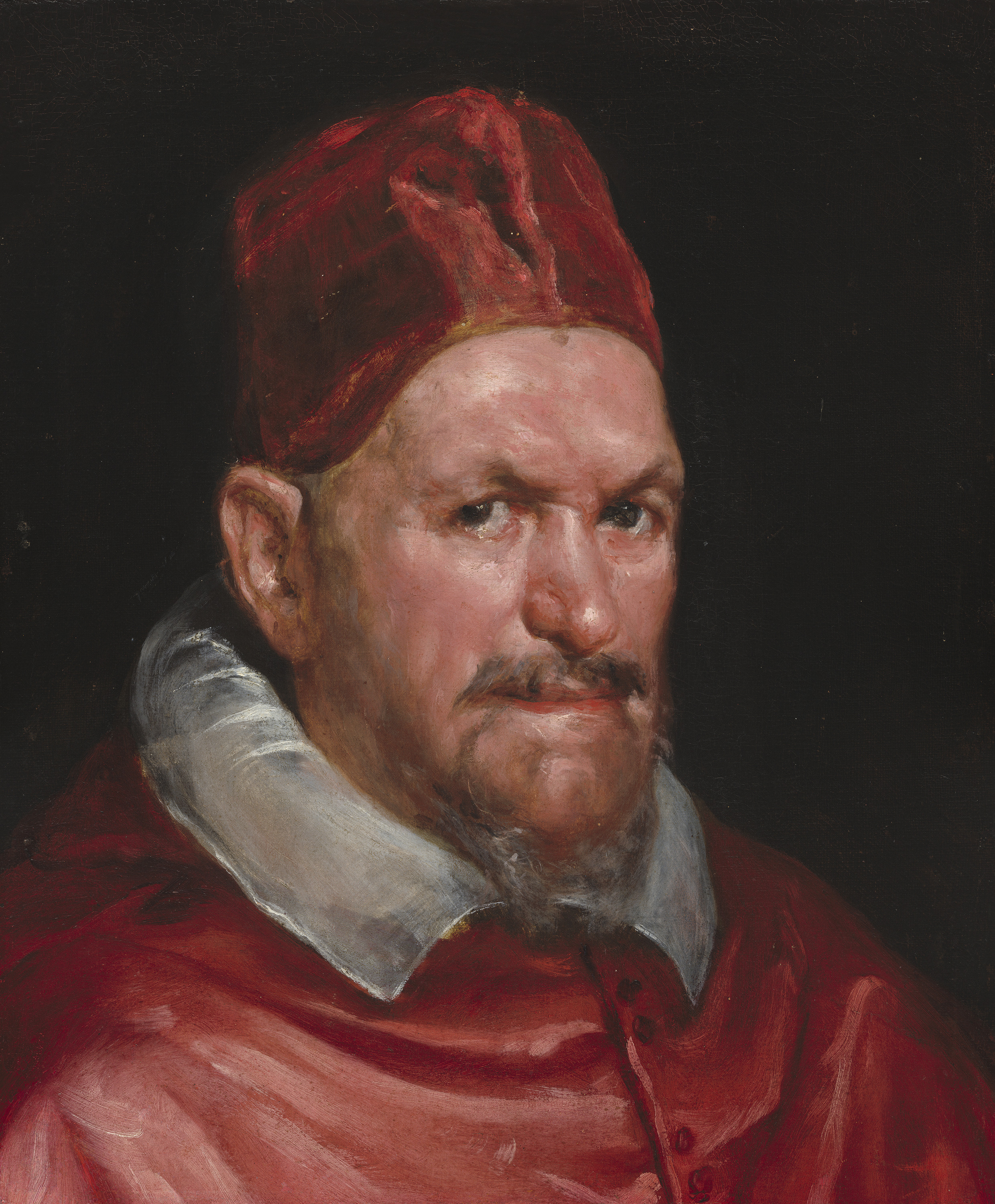
Diego Velázquez: Retrat del papa Inocenci X (1650)
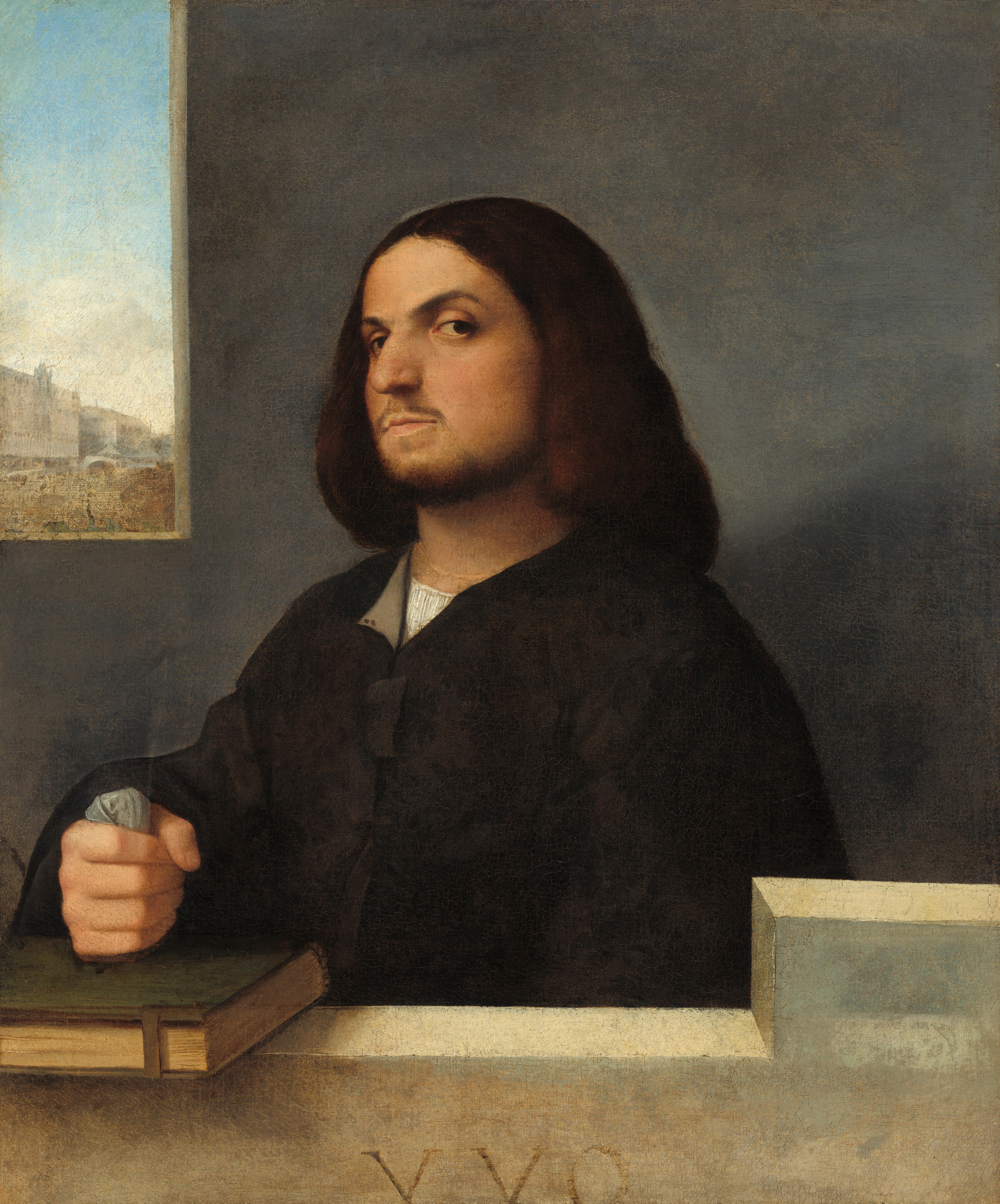
Tiziano: Retrat d'un venecià (1507)
Rembrandt: Autorretrat (1659)
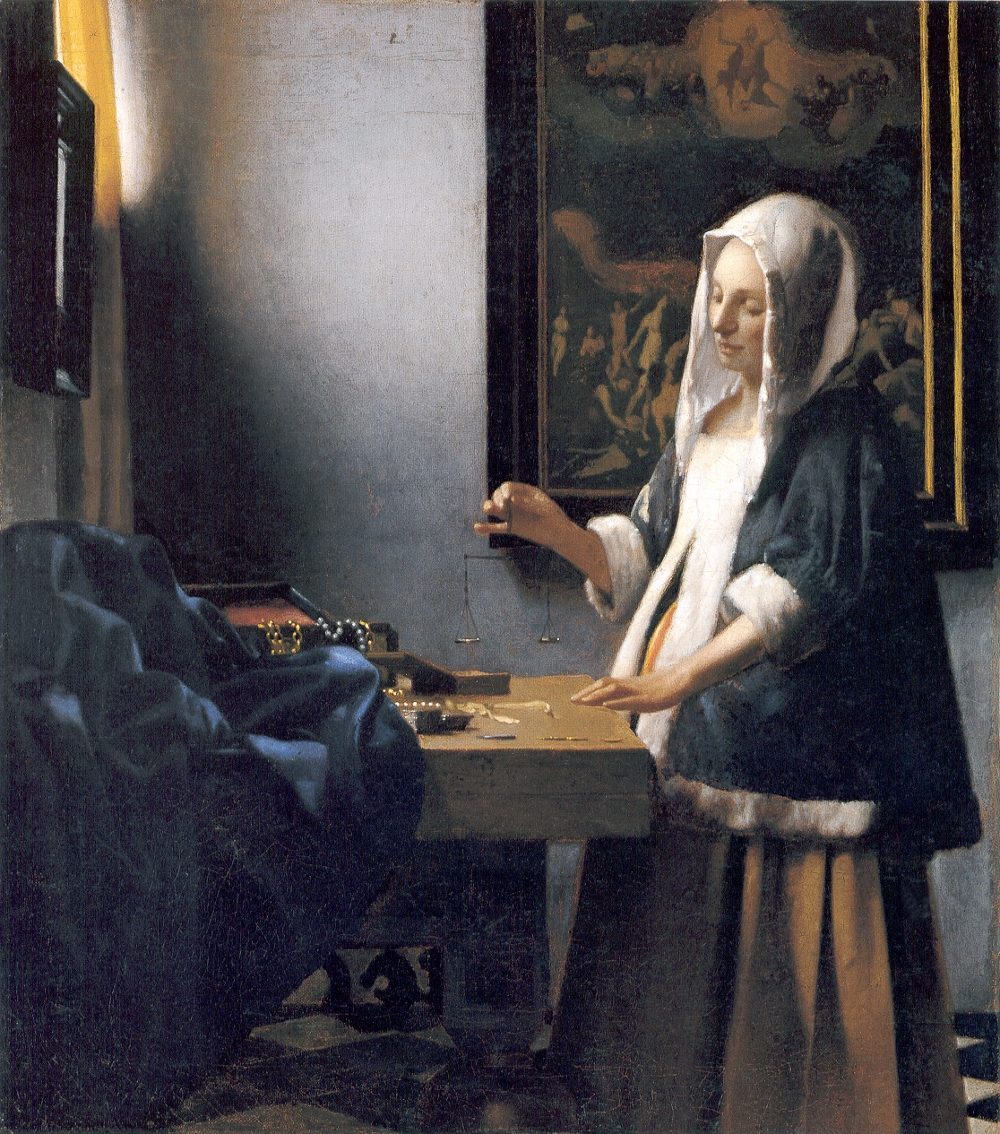
Vermeer: Jove pesant perles (1665)
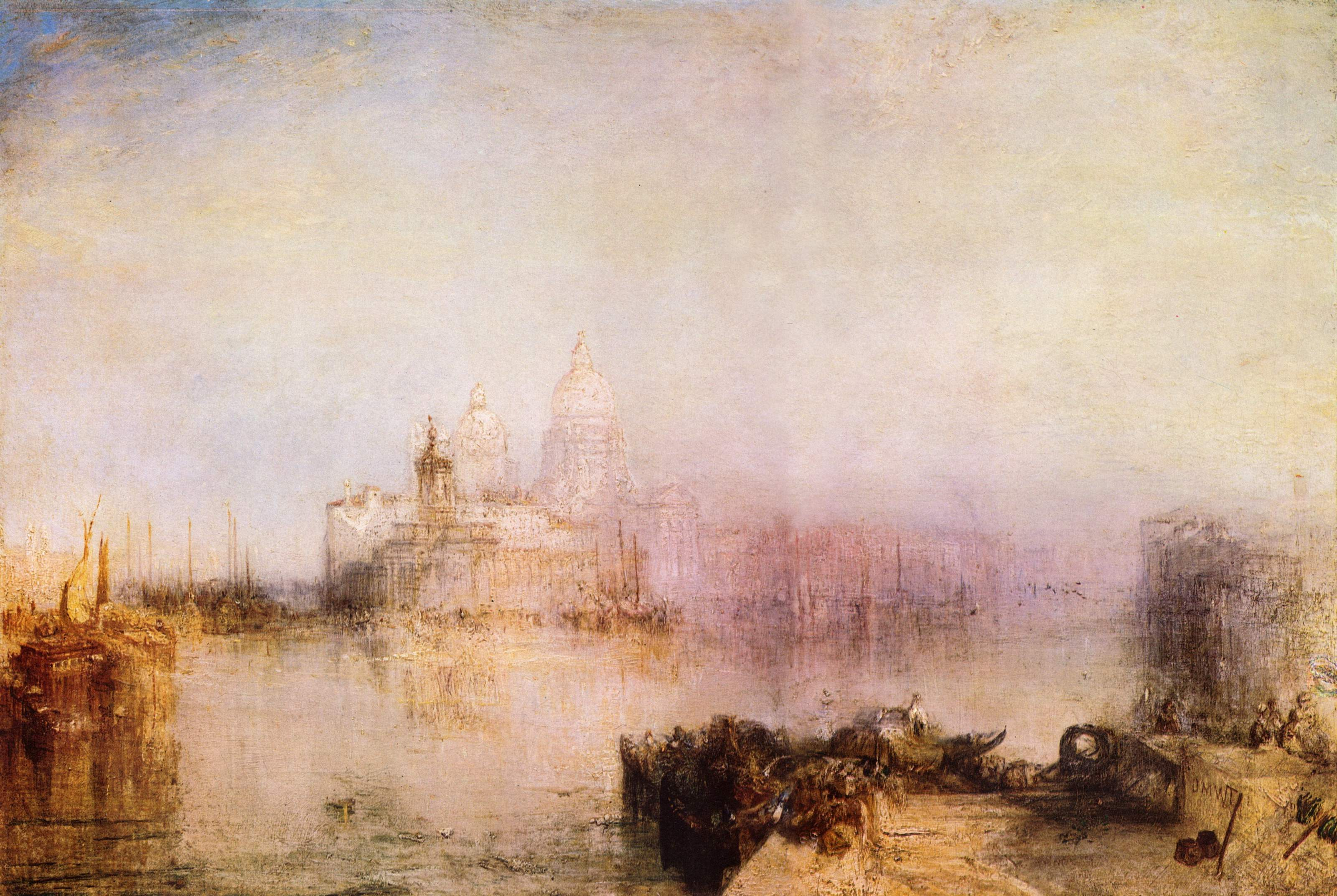
Joseph Mallord William Turner: Dogana i Santa Maria della Salute, Venise (1843)
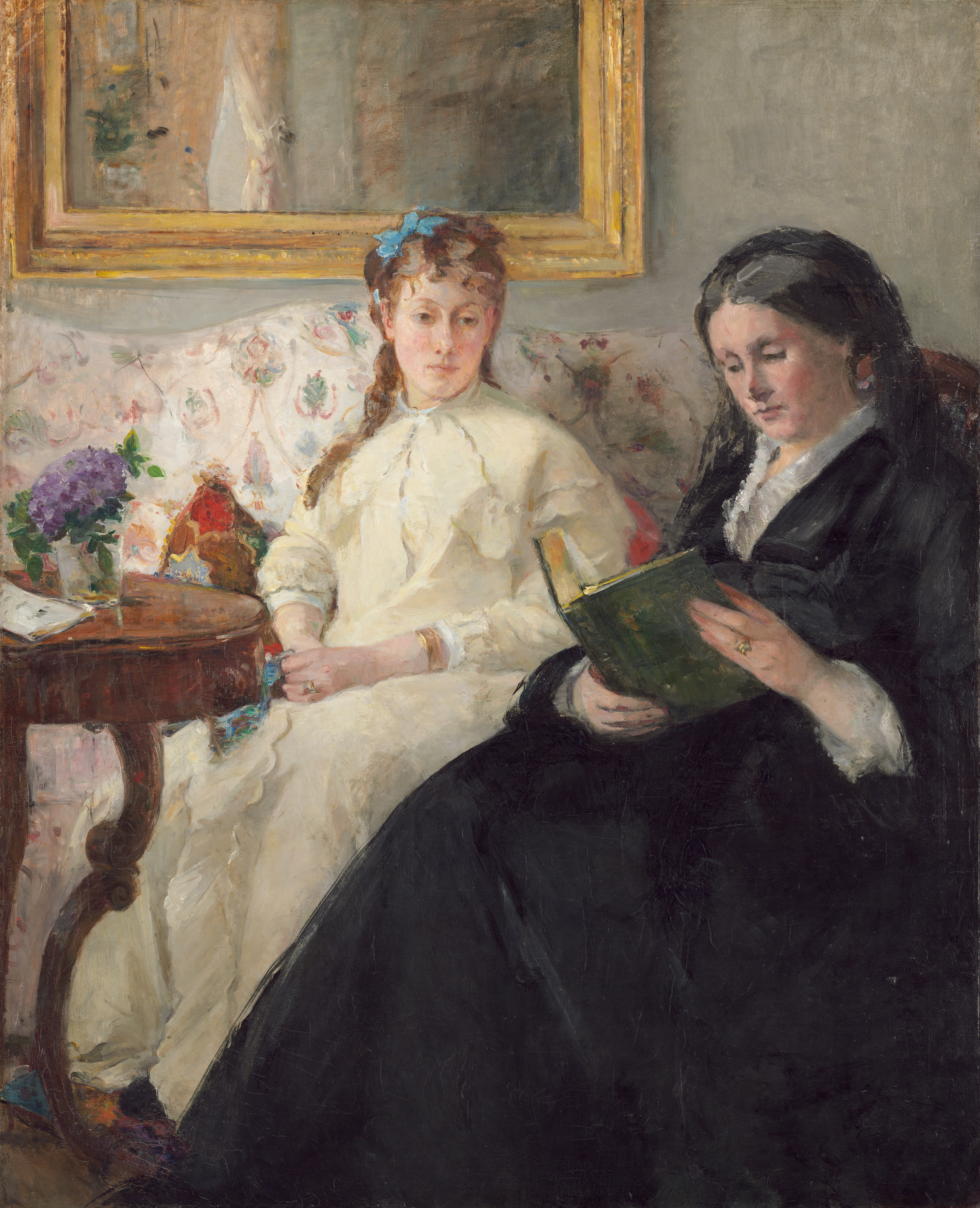
Berthe Morisot: La mare i la germana de Berthe Morisot (1869-1870)
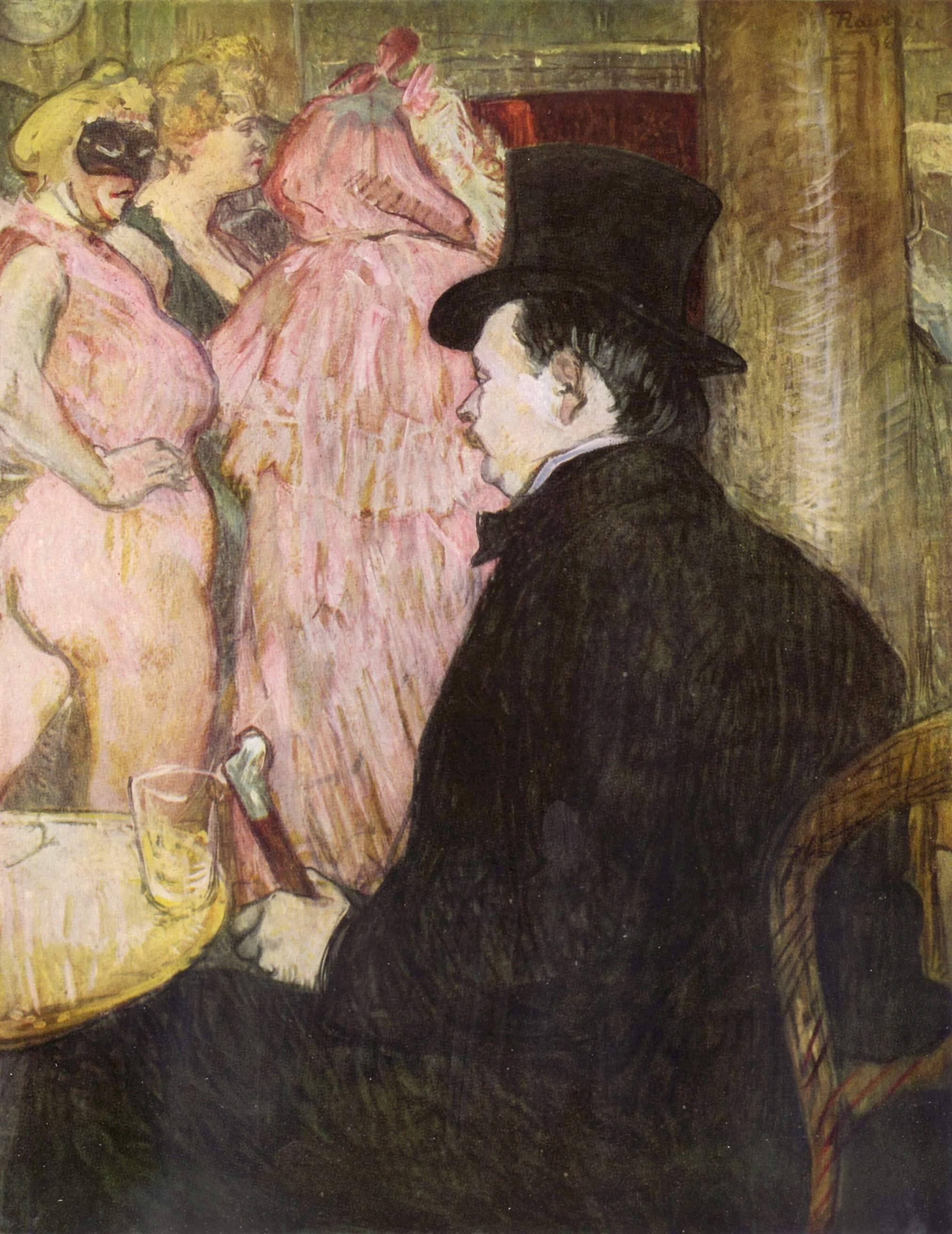
Henri de Toulouse-Lautrec: Maxime Dethomas (1896)
Amedeo Modigliani (1919)